# Warchenne
La Warchenne est un ruisseau de Belgique coulant en province de Liège, affluent en rive gauche de la Warche faisant donc partie du bassin versant de la Meuse.

## Parcours
Elle prend sa source à l'est de Faymonville au lieu-dit Hasse (altitude 565 m), traverse Waimes et conflue avec la Warche à Malmedy (altitude 340 m).
À Malmedy, une partie des égouts, qui se jetaient autrefois dans la Warchenne, sont collectés dans une canalisation rejoignant la station d'épuration.